# Parquet Courts
I Parquet Courts sono un gruppo rock americano di genere alternative rock proveniente da New York.

## Storia
Andrew Savage e Austin Brown si incontrarono a Denton in Texas, quando studiavano all'University of North Texas, in un club studentesco chiamato "Knights of the Round Turntable", dove hanno ascoltato e condiviso nuovi dischi. Savage aveva già partecipato a band come Teenage Cool Kids e Fergus & Geronimo. I due si trasferirono presto a Brooklyn, assieme al fratello di Andrew, Max Savage, che diventerà il batterista dei Parquet Courts. Nel 2011 la band pubblicò il suo album di debutto su sola cassetta per la tedesca Cut The Cord That... Records con il titolo American Specialties (fu solo successivamente ristampato con la Rough Trade Records nel 2021).
Il secondo album della band, Light Up Gold (2012), fu inizialmente pubblicato dall'etichetta Dull Tools di Savage (ristampato nel 2013 su What's Your Rupture?), ricevendo ampi consensi sia dalla critica ufficiale che dalla stampa underground e DIY.
Con Sunbathing Animal (2014, What's Your Rupture?) la band raggiunse la posizione #55 nella classifica degli album di Billboard. Sempre nel 2014 la band ha pubblicato Uncast Shadow of a Southern Myth come singolo con un nome alternativo, Parkay Quartse poi il loro quarto album in studio, Content Nausea (What's Your Rupture?), in cui Sean e Max erano assenti a causa di altri impegni.
L'anno successivo la band pubblicò l'LP in collaborazione Ramsgate con PC Worship sotto il nome PCPC. Hanno anche pubblicato un EP sperimentale per lo più strumentale, intitolato Monastic Living.
Il 4 febbraio 2016, la band ha annunciato il suo quinto album in studio, intitolato Human Performance. L'album è stato pubblicato l'8 aprile tramite Rough Trade. Con questo album, il co-frontman e l'autore della confezione e della grafica dell'album, Andrew Savage, hanno ricevuto una nomination ai Grammy Awards.
Il 13 ottobre 2017, Andrew Savage, ha pubblicato il suo primo album da solista, Thawing Dawn con la sua Dull Tools. Nello stesso mese la band pubblica Milano (30th Century Records/Columbia), un album in collaborazione con Daniele Luppi e con l'ex cantante degli Yeah Yeah Yeahs, Karen O.

## Discografia
- 2011 – American Specialties
- 2012 – Light Up Gold
- 2014 – Sunbathing Animal
- 2014 – Content Nausea
- 2015 – Live at Third Man Records
- 2016 – Human Performance
- 2017 – Milano con (Daniele Luppi)
- 2018 – Wide Awake!
- 2021 – Sympathy for Life